# Mark Bright
Mark Abraham Bright (Stoke-on-Trent, 6 giugno 1962) è un ex calciatore inglese, di ruolo attaccante.

## Biografia
Suo padre era di origine gambiana, mentre sua madre era inglese; nel novembre del 1964 i genitori si separarono a causa dell'allontanamento della madre e, non riuscendo suo padre ad occuparsi di lui e di suo fratello Philip, i 2 fratelli vissero in varie case famiglia fino ad una definitiva adozione in una famiglia di Stoke-on-Trent nel 1969.

## Carriera
Dopo aver giocato per una stagione nelle giovanili del Port Vale, dal 1978 al 1981 gioca nella Cheshire County League con i semiprofessionisti del Leek Town; nel 1981, all'età di 19 anni, fa ritorno al Port Vale, inizialmente senza un vero e proprio contratto professionistico (che firmerà solo la stagione successiva): fa il suo esordio nel club già nella stagione 1981-1982, nella quale gioca 2 partite nel campionato di Fourth Division, categoria in cui gioca un'ulteriore partita nella stagione successiva, che i Valiants concludono con la promozione in terza divisione. Nella stagione 1983-1984, conclusa con la retrocessione in quarta divisione, Bright dopo alcuni mesi trascorsi come riserva giocando sporadicamente, ottiene più spazio sotto la guida tecnica di John Rudge, promosso dal ruolo di vice a quello di allenatore del club: con il nuovo allenatore l'attaccante inizia infatti a giocare da titolare, e termina il campionato con 26 presenze e 9 reti (le sue prime in carriera tra i professionisti). Nell'estate del 1984 viene ceduto per poco più di 60000 sterline al Leicester City, club di prima divisione: il salto di categoria si fa però sentire, tanto che nella sua prima stagione Bright pur giocando 16 partite di campionato non realizza nessun gol. Il suo rendimento migliora parzialmente nella stagione successiva, nella quale è autore di 6 reti in 24 presenze; dopo ulteriori 2 presenze nei primi mesi della stagione 1986-1987, nel novembre del 1986 viene ceduto per 75000 sterline al Crystal Palace, club di seconda divisione, con cui conclude la stagione mettendo a segno 7 reti in 28 presenze. Nella stagione successiva vive uno dei suoi migliori anni in carriera, segnando 25 reti in 38 partite di campionato, comunque insufficienti ad ottenere la promozione in prima divisione, che comunque arriva grazie alla vittoria dei play-off nella stagione successiva, in cui Bright va a segno per 21 volte (di cui una nella semifinale play-off) in 46 partite. Nella stagione 1989-1990 realizza invece 12 reti in 36 presenze in prima divisione, contribuendo inoltre con 3 reti in 6 presenze al raggiungimento della finale di FA Cup, persa al replay contro il Manchester Utd (Bright scende peraltro in campo in entrambe le partite, senza segnare). Nella stagione 1990-1991 vince in compenso la Full Members Cup (oltre a segnare 9 reti in 32 presenze), e l'anno successivo con 17 reti in 42 presenze contribuisce alla conquista del terzo posto in classifica, miglior piazzamento mai raggiunto dal club nella sua storia. Nella stagione 1992-1993 segna invece una rete in 5 presenze per poi venir ceduto a campionato iniziato per 1,375 milioni di sterline allo Sheffield Weds, con cui nella rimanente parte di stagione va a segno per 11 volte in 30 presenze: grazie anche ai suoi gol, il club raggiunge inoltre le finali sia di FA Cup che di Coppa di Lega, perdendole però entrambe (Bright totalizza complessivamente 10 presenze e 4 reti nelle 2 coppe). Sia in questa stagione che nelle 2 successive Bright è il capocannoniere stagionale degli Owls, tanto che con 48 reti segnate diventa il miglior marcatore della storia del club in prima divisione dalla nascita della Premier League: in particolare, realizza 19 reti in 40 presenze nella stagione 1993-1994 e 11 reti in 37 presenze nella stagione 1994-1995, mentre nella stagione 1995-1996, pur non mantenendo un rendimento all'altezza del triennio precedente, va comunque in gol per 7 volte in 25 partite giocate, alle quali aggiunge un'ulteriore presenza nelle prime settimane della stagione 1996-1997, nella quale passa poi a campionato in corso in prestito al Millwall, con cui segna una rete in 3 presenze in terza divisione per poi essere ceduto a titolo definitivo al Charlton, in seconda divisione. Durante i suoi anni allo Sheffield Wednesday segna con il club un totale di 70 reti in 170 presenze, tra cui anche 133 presenze e 48 reti in prima divisione, ed in generale è tra i protagonisti di uno dei periodi di maggior successo nella storia del club nel dopoguerra (gli Owls conquistano infatti un terzo e 2 settimi posti in classifica in campionato, oltre alle 2 finali precedentemente citate e ad un'ulteriore semifinale in Coppa di Lega nella stagione 1993-1994). L'addio allo Sheffield Wednesday è però tormentato: dopo essere stato sostanzialmente messo fuori squadra nella stagione 1996-1997, terminato il prestito al Millwall non torna al Wednesday ma sostiene un provino con gli svizzeri del Sion, salvo poi nel marzo del 1997 passare appunto al Charlton, dove nei pochi mesi rimasti alla fine del campionato di seconda divisione segna 2 reti in 6 partite. L'anno seguente, invece, pur giocando un numero limitato di partite (16) segna comunque 7 reti, dando un contributo importante alla promozione in massima serie degli Addicks, con cui gioca anche nella stagione 1998-1999 nella quale, ormai relegato ad un ruolo da riserva, trova comunque modo di segnare un'ultima rete in prima divisione in 5 presenze.
In carriera ha totalizzato complessivamente 529 presenze e 212 reti in competizioni professionistiche, tra cui 461 presenze e 166 reti nei campionati della Football League (295 presenze e 84 reti in prima divisione, 134 presenze e 68 reti in seconda divisione, 29 presenze e 10 reti in terza divisione e 3 presenze in quarta divisione).

## Palmarès

### Giocatore

#### Competizioni nazionali
- Full Members Cup: 1

Crystal Palace: 1990-1991